# مهدی‌آباد (طبس)
مهدی‌آباد، روستایی است از توابع بخش مرکزی شهرستان طبس استان خراسان جنوبی ایران.

## جمعیت
این روستا در دهستان منتظریه قرار داشته و بر اساس سرشماری سال ۱۳۸۵ جمعیت آن ۱۳۶ نفر (۲۸ خانوار) بوده است.